# 八朔
八朔（はっさく）とは八月朔日の略で、旧暦の8月1日のことである。
新暦では年ごとに8月25日頃から9月23日（秋分）頃まで移る。旧暦の秋分は8月とされ、早ければ新暦の日付より29日ほど前にあたり、遅ければ同じく当日となる。
この頃、早稲の穂が実るので、農民の間で初穂を恩人などに贈る風習が古くからあった。このことから、田の実節句（たのみのせっく）ともいう。この「たのみ」を「頼み」にかけ、武家や公家の間でも、日頃から面倒をみてもらっている（頼み合っている）人に、その恩を感謝する意味で節供の贈り物をするようになった。

## 歴史
室町幕府において既に公式の行事として採用されたことが知られている。幕府の関東地方における出先機関であった鎌倉府でも8月1日に八朔の儀式が行われており、関東の諸大名や寺社から刀剣や唐物、馬などが鎌倉公方に献上され、鎌倉公方からも献上者に対して御礼の品となる刀剣や唐物、馬などが下賜されていたと『鎌倉年中行事』に見える。その影響か、戦国時代には後北条氏や宇都宮氏でも八朔に関する記録が残されている。
徳川家康が天正18年8月1日（グレゴリオ暦1590年8月30日）に初めて公式に江戸城に入城したとされることから、江戸幕府はこの日を正月に次ぐ祝日としていた。ただし、家康の家臣である松平家忠の日記によれば、実際の入城は7月18日。である。
豊臣秀吉が小田原征伐後に進めていた関東諸大名の領国画定作業（「関東国分」）が8月1日に佐竹義宣の領国画定によってほぼ完了し、徳川氏の新しい領国が正式に確定されている。豊臣政権による新しい領国画定の日が江戸幕府の成立以降、家康の公式の入城日と解釈されるに至ったと考えられる。
江戸時代半ばには、毎月のどの節日にどんな食事をとるか、八月朔日の献立もメニューをまとめた『年中御祝儀方供御』がまとまった。
武家同士が交わした八朔節供の祝いと答礼は記録があり、たとえば薩摩藩（正徳元年）の藩主松平薩摩守の正室から贈られた祝いの品の返礼、八戸藩の例がある。

### 明治以降
明治改暦以降は、地方や都市により新暦8月1日や月遅れで9月1日、あるいは神社の暦に従い、秋分より前の日付に行われる。また、この日に供える花の活け方が伝わる。

## 各地の行事

### 熊本の八朔祭

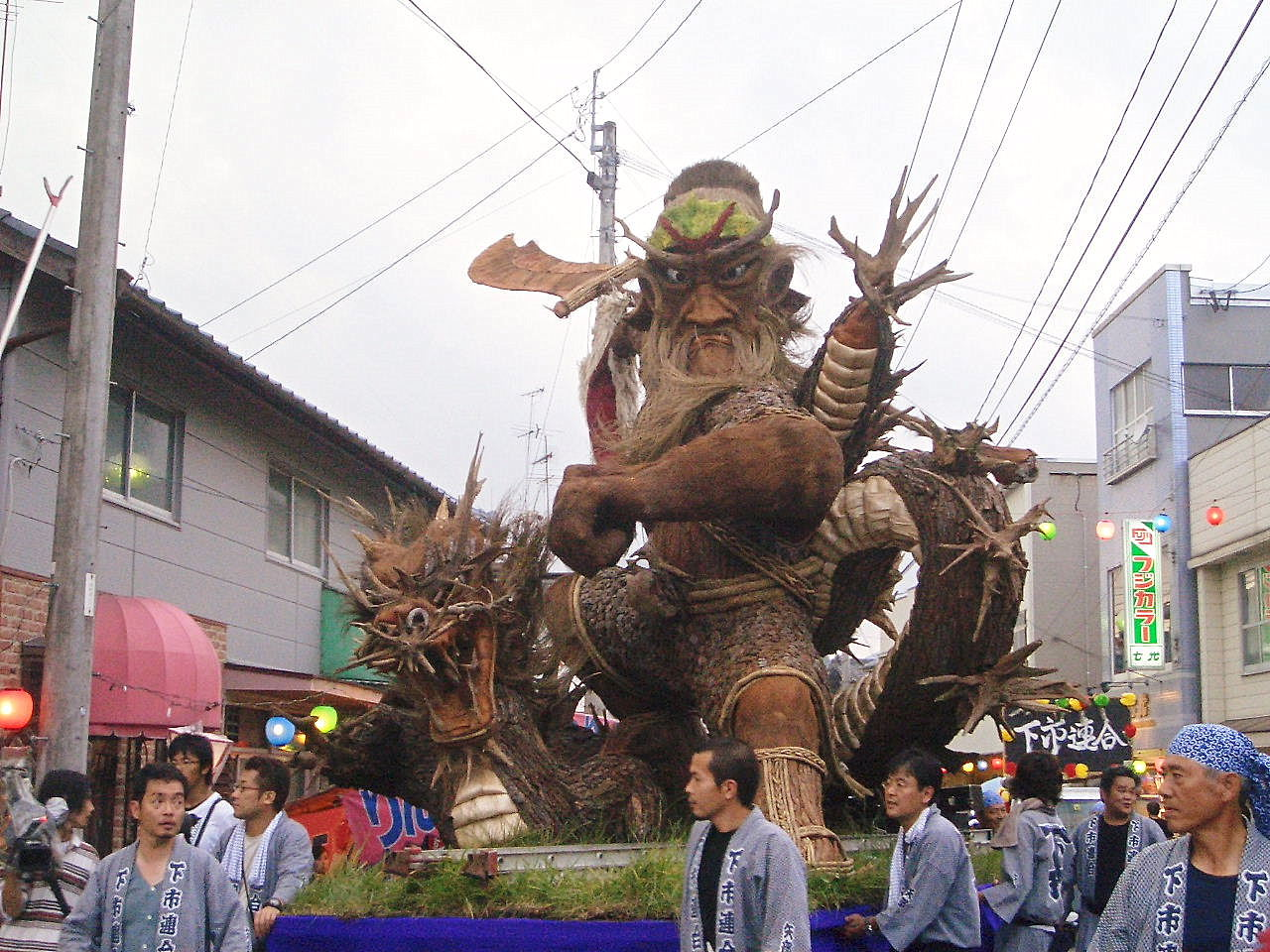
八朔祭の大造り物（熊本県山都町）

熊本県上益城郡山都町の浜町では、野山の自然素材を豊富に使った巨大な「造り物」が名物の「八朔祭」（はっさくまつり）が、毎年、旧暦8月1日の平均に近い週末を選び、9月の第1土曜・日曜の2日にわたって開催される。この節供の祭りは建長年間（1249年–）の89代後深草天皇の治世に遡るとする説、江戸時代中期から始まったとする説があり、田の神に感謝し収穫の目安を立てる日とされ、例年、NHKなど全国ニュースも取り上げるほど名のとおった祭りである。
町の中心街を高さ3〜4m、長さ7〜8mにも達する数十基の大造り物（山車）が引き廻される光景は壮観で、内外より多くの観光客や写真家を呼び込んでいる。
祭りに合わせて放水する国の重要文化財、通潤橋（つうじゅんきょう）の姿は見事で、夜には通潤橋の近くで花火も打ち上げられ、日頃は閑散とした山の町が遅くまで大勢の観光客で賑わう。
造り物には順位が付けられ、浜町内の各町や団体が長年培ってきた技術、作品のテーマや形にアイデアや知恵を絞り、競い合っている。祭りの本格的な準備は約1ヶ月前から始まり、町内各地に、造り物の山車を作る小屋や番屋が立つ。

### 福井の八朔祭
福井県美浜町の新庄区では、五穀豊穣と子孫繁栄を願っておこなわれる。太鼓や笛のおはやしの中、樽神輿を担いだ行列が田代公会堂を出発し、日吉神社まで進む。この行列に続いて、男性のシンボルをかたどったご神体を持ったてんぐが進む。てんぐはご神体（長さ約60センチの木製）で見物客の女性をつつき、その女性は子宝に恵まれるといういわれがある。

### その他の地域の行事

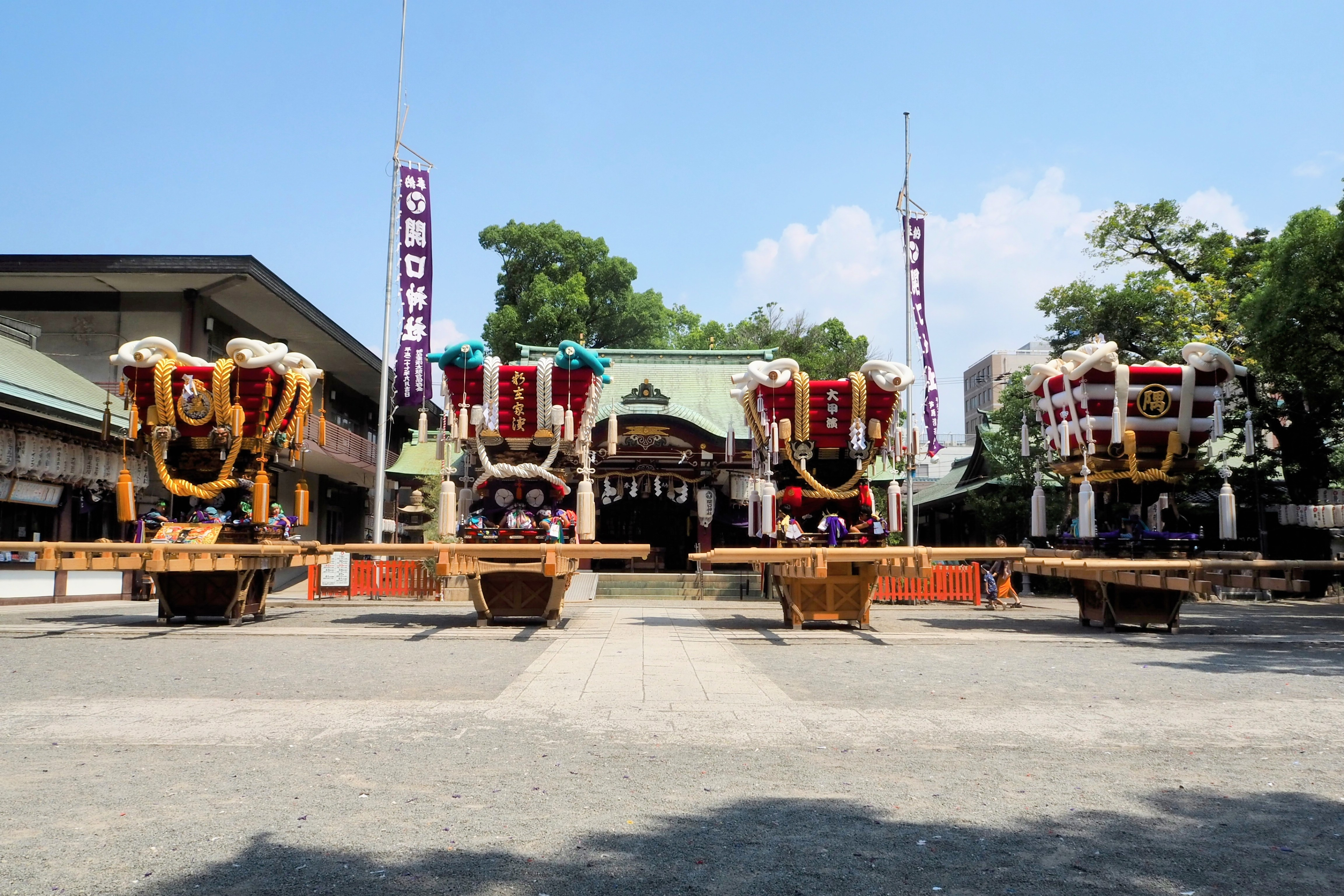
開口神社（あぐちじんじゃ）の八朔祭宮出（堺市）

山形県の出羽三山八朔祭、茨城県大洗の八朔は1980年代半ばの記録がある。
山梨県都留市では八朔祭り（「おはっさく」）が行われている。都留市の八朔祭りは毎年8月1日の八朔に行われていたが、現在では月遅れの9月1日に近い日取りを選んで実施されている。都留市四日市場の生出神社（おいでじんじゃ）の例祭が発展した祭りで、本祭では神輿が渡御し、附祭では大名行列や屋台が巡行する。江戸後期の天保年間にはすでに実施されたと記録があり、郡内領主であった秋元氏が川越に転封されたとき（1704年）、下天神町が行列の道具一式を授与されたという。現存する屋台後幕は浮世絵師の葛飾北斎が手がけたとする伝承がある。
京都市東山区の祇園一帯など花街では新暦8月1日に「八朔のあいさつ回り」と称して、芸妓や舞妓がお茶屋や芸事の師匠宅を訪れる伝統行事がある。
大阪府堺市の開口神社（あぐちじんじゃ）八朔祭は2017年（平成28年）に調査報告書を出した時点で秋祭りとして600年超にわたり続いて、執行は9月上旬である。宮入りは輿にふとんを積み太鼓を据えた「ふとん太鼓」が開口神社へ4基（南ノ庄）と菅原神社へ2基（北ノ庄）、それぞれ担ぎ込まれる。古来は「南大小路鉾」と呼ばれる山鉾（山車）を曳き（ひき）、山車（だんじり）に代わってから、現状のふとん太鼓を用いるように変遷した。
香川県丸亀市の一部では、男児の健やかな成長を祈り、その地方で獲れた米の粉で「八朔だんご馬」を作る風習がある。丸亀を含む讃岐国を領した生駒氏家臣で、馬術の名人として名高い曲垣平九郎に因んでいる。
香川県三豊市仁尾町の一部や兵庫県たつの市御津町室津地区など、本来は旧暦3月3日の節句に行われる雛祭りを歴史的経緯によって八朔に延期する風習を持つ地域も存在する。
福岡県遠賀郡芦屋町では、「八朔の節句」として長男・長女の誕生を祝い、男児は藁で編む「わら馬」、女児は米粉で作る「だごびーな（団子雛）」を家に飾る行事が伝わっており、300年以上続くその歴史を認めた国は記録作成等の措置を講ずべき無形の民俗文化財に選んだ。

## ゆかりの食品
ハッサクは、8月1日ごろに食べられるようになったため、この名が付いた。
八朔すなわち田実の節（たのみのせち）の稲穂を贈りあったという縁起に添って餅をつき、甘みのない「八朔のにが餅」やその応用や、おはぎや泣きまんじゅうを作り、あるいは米をあぶった「八朔の焼米」ほかの食品がある。秋の郷土食を見ると、縁起をかついで八朔に食べる食品が秋田市、埼玉県吉川市、同県熊谷市、岡山県、香川県丸亀市に伝わる。
神奈川県には「焼き米搗唄」（やきごめつきうた）という民謡があった。

## ギャラリー
各地の八朔の記録
- 『八朔御答賜品』という記録帳
- 贈り物に答礼する習俗について（麻谷老愚 編『八朔御礼ト古俗』写本）
- 唐物の運搬と経費（日雇賃銅口銭）の記録